# آنا فيلغوس
آنا فيلغوس (من مواليد 9 نوفمبر 1993) هي عداءة مسافات متوسطة بولندية متخصصة في سباق 800 متر وبطلة وطنية بولندية ثلاث مرات في هذا الحدث، فازت بالميدالية البرونزية في بطولة أوروبا لألعاب القوى 2022، بعد أن احتلت المركز الخامس سابقًا في عام 2018. مثلت بولندا في سباق 800 متر في الألعاب الأولمبية الصيفية 2020 في طوكيو، اليابان.

## المسابقات الدولية
| العام | المسابقة                               | المكان                           | المركز                 | حدث                      | ملاحظة     |
| ----- | -------------------------------------- | -------------------------------- | ---------------------- | ------------------------ | ---------- |
| 2017  | بطولة العالم لألعاب القوى              | ناساو، جزر البهاما               | المركز الرابع          | سباق التتابع 4 × 800 متر | 8:24.71    |
| 2018  | كأس العالم                             | لندن، المملكة المتحدة            | المركز الخامس          | سباق 800 متر             | 2:02.93    |
| 2018  | بطولة أوروبا البطولات                  | برلين، ألمانيا                   | المركز الخامس          | 800 متر                  | 2:01.26    |
| 2018  | كأس القارات                            | أوسترافا، جمهورية التشيك         | المركز السادس          | 800 متر                  | 2:04.431   |
| 2019  | بطولة أوروبا لألعاب القوى للفرق السوبر | بيدغوشتش، بولندا                 | المركز السادس          | 800 متر                  | 2:02.36 SB |
| 2019  | بطولة العالم                           | الدوحة، قطر                      | المركز 21              | 800 متر                  | 2:04.00    |
| 2021  | بطولة أوروبا لألعاب القوى داخل الصالات | تورون، بولندا                    | المركز 15              | 800 متر                  | 2:05.29    |
| 2021  | الألعاب الأولمبية                      | طوكيو، اليابان                   | المركز 36              | 800 م                    | 2:03.20    |
| 2022  | بطولة العالم                           | يوجين، أوريغون، الولايات المتحدة | المركز السادس عشر      | 800 متر                  | 2:00.51    |
| 2022  | بطولة أوروبا                           | ميونيخ، ألمانيا                  | المركز الثالث          | 800 متر                  | 1:59.87    |
| 2023  | بطولة العالم                           | بودابست، المجر                   | المركز 52              | 800 متر                  | 2:03.61    |
| 2024  | بطولة العالم لألعاب القوى داخل الصالات | جلاسكو، المملكة المتحدة          | المركز التاسع          | 800 متر                  | 2:01.58    |
| 2024  | بطولة أوروبا                           | روما، إيطاليا                    | المركز السادس          | 800 متر                  | 1:59.99    |
| 2024  | الألعاب الأولمبية                      | باريس، فرنسا                     | المركز السادس والعشرون | 800 متر                  | 2:05.77    |

1تمثيل أوروبا